# Valerio Berruti
Valerio Berruti (Alba, 15 gennaio 1977) è un artista italiano.

## Biografia

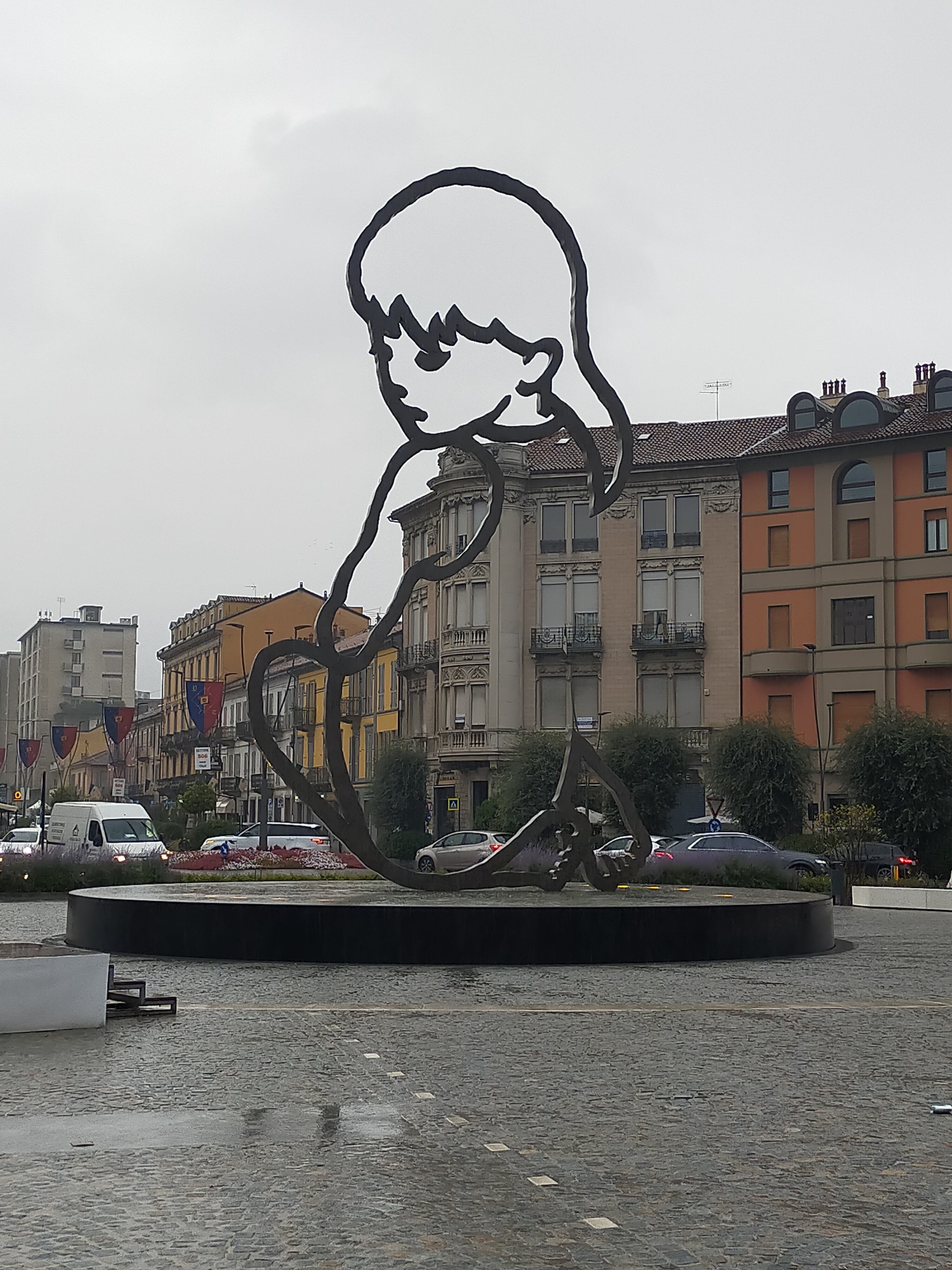
Valerio Berruti, Alba

Nato ad Alba nel 1977, finiti gli studi di liceo, all'età di 18 anni acquistò una piccola chiesa seicentesca sconsacrata a Verduno, da lui poi adibita a studio. Successivamente, si laurea al DAMS di Torino.
Sue opere sono state esposte alla Fondazione CRC di Cuneo, alla Miami-Dade Public Library di Miami e al Museo d'arte contemporanea Donnaregina di Napoli. Ha partecipato alla 53ª Biennale di Venezia (2009) con La figlia di Isacco, video-animazione di 600 disegni con musica di Paolo Conte. Sempre nel 2009, la sua opera I can fly viene utilizzata come copertina del disco Angoli nel cielo di Lucio Dalla. Nel 2011, realizza la video-animazione Kizuna con musiche di Ryūichi Sakamoto.
Nel 2012, partecipa alla prima Biennale Italia-Cina e realizza Over the rainbow, un'installazione di land art nei pressi di Johannesburg. Nel 2014, partecipa alla seconda Biennale Italia-Cina a Pechino. Nel 2017, espone la sua serie di illuminazioni Ancora una volta a Torino, in occasione della locale rassegna Luci d'artista.
Nel 2022 realizza Liberi tutti, una opera site-specific per il Parco nazionale d'Abruzzo, Lazio e Molise, e Alba, una scultura in acciaio inox alta 12,5 metri situata in piazza Michele Ferrero ad Alba.